# Étoile binaire à contact
Pour les articles homonymes, voir Binaire à contact.

Animation montrant comment varie la courbe de lumière d'une étoile binaire à contact en fonction de la position orbitale des composantes.

En astronomie, une (étoile) binaire à contact est une étoile binaire de courte période orbitale dont les deux composantes remplissent entièrement leurs lobes de Roche respectifs. Il existe aussi des binaires à enveloppe commune, qui sont assez différentes. Dans cette configuration, les deux étoiles sont dites « en contact » puisque leurs surfaces hydrostatiques se « touchent » au point de Lagrange L1, sans remplir leur lobe de Roche respectif.
La classification des étoiles binaires en binaires détachées, semi-détachées et à contact a été proposée en 1955 par Zdeněk Kopal (1914-1993),,.

## Exemples
Quelques binaires à contact :
- W Ursae Majoris ;
- AB Andromedae ;
- 44 Bootis ;
- V752 Centauri.
- β Lyrae ;
- VFTS 352 ;
- KIC 9832227.